# Cemitério do Alto de São João

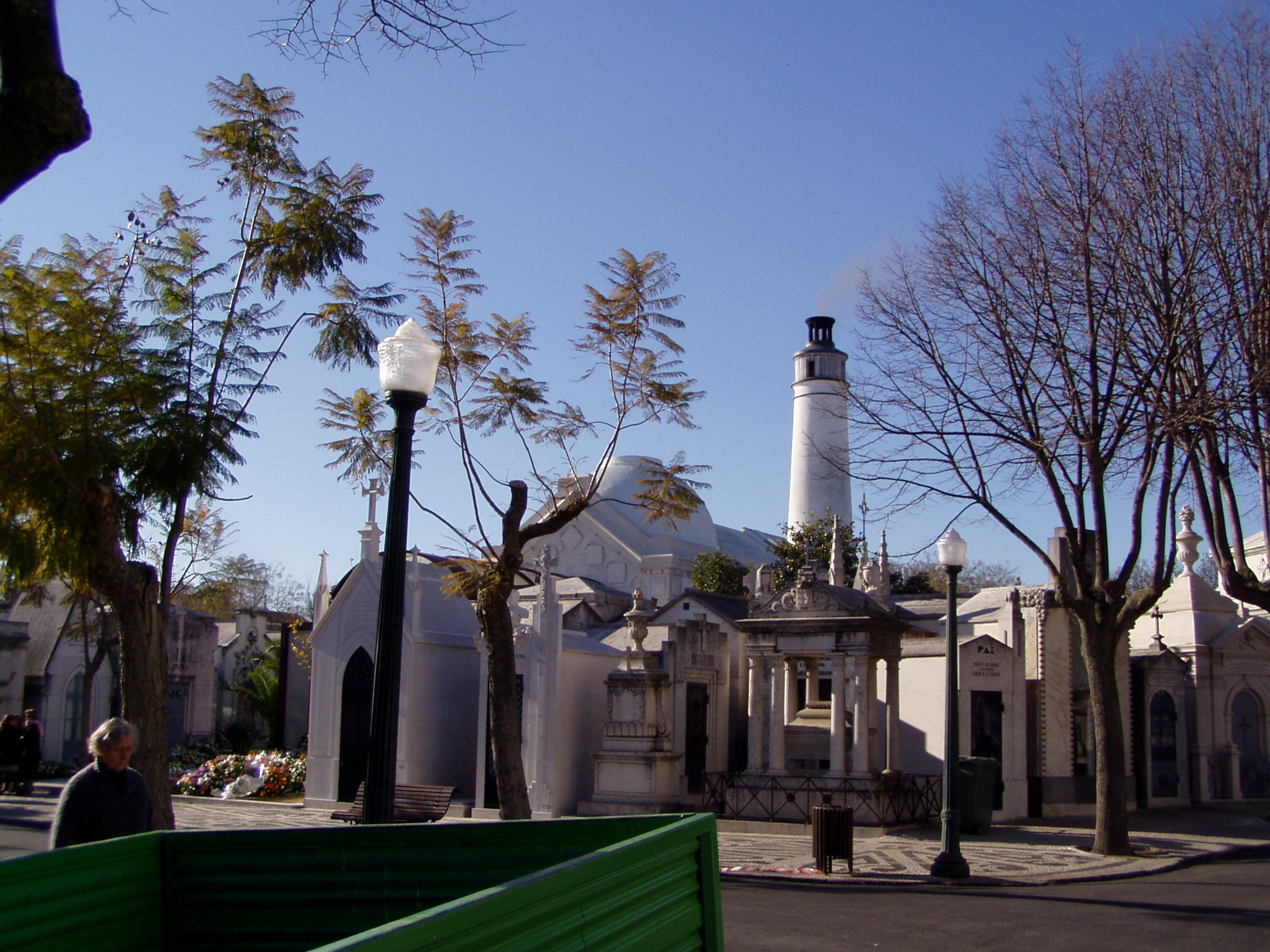
Vista do crematório.

O Cemitério do Alto de São João, originalmente conhecido por Cemitério Oriental, é o 1.º Cemitério Municipal de Lisboa e o maior cemitério em dimensão de Portugal. Está localizado na freguesia da Penha de França. Nele encontrando-se sepultados, inúmeras figuras ilustres da história do país.

## História
O Cemitério do Alto de São João foi mandado construir em 1833 pela Rainha Dona Maria II aquando da epidemia de cólera morbus que assolou a cidade de Lisboa, servindo a zona oriental da cidade, sendo a ocidental servida pelo Cemitério dos Prazeres. Foi durante mais de um século o primeiro cemitério da cidade tendo sido escolhido pela Primeira República como local para homenagear os seus heróis, com a construção de uma cripta. De realçar também a Cripta dos Combatentes da Grande Guerra, a cargo da Liga dos Combatentes, bem como o talhão privado de Bombeiros Voluntários, o Jazigo dos Beneméritos da Santa Casa da Misericórdia, o Jazigo dos Viscondes de Valmor ou o Jazigo dos Beneméritos da Cidade.
Ocupava a Quinta dos Apóstolos, na altura situada fora dos limites da cidade, zona rural de grandes quintas, passando a gestão pública apenas em 1841, após a legislação de 1835 que proibia os enterramentos em igrejas. Inicialmente ajardinado, está arborizado com ciprestes, eucaliptos, robínias, alfarrobeiras, jacarandás, entre muitas outras. Encontra-se aqui um notável conjunto de arquitetura funerária, muita dela em estilo neomanuelino, onde estão sepultadas algumas das personalidades que fizeram parte da história do país nos últimos duzentos anos. Trata-se uma verdadeira cidade, com casas numeradas e ruas. A principal é a que começa na entrada sendo cortada por outras perpendicularmente.
O primeiro forno crematório do país foi construído neste cemitério em 1925, tendo sido desativado alguns anos mais tarde por razões políticas, sendo reativado em 1985. É um dos cemitérios históricos da cidade onde se encontram inúmeros Mausoléus e Jazigos, ricamente decorados com simbologia do imaginário religioso e intelectual.

## Galeria

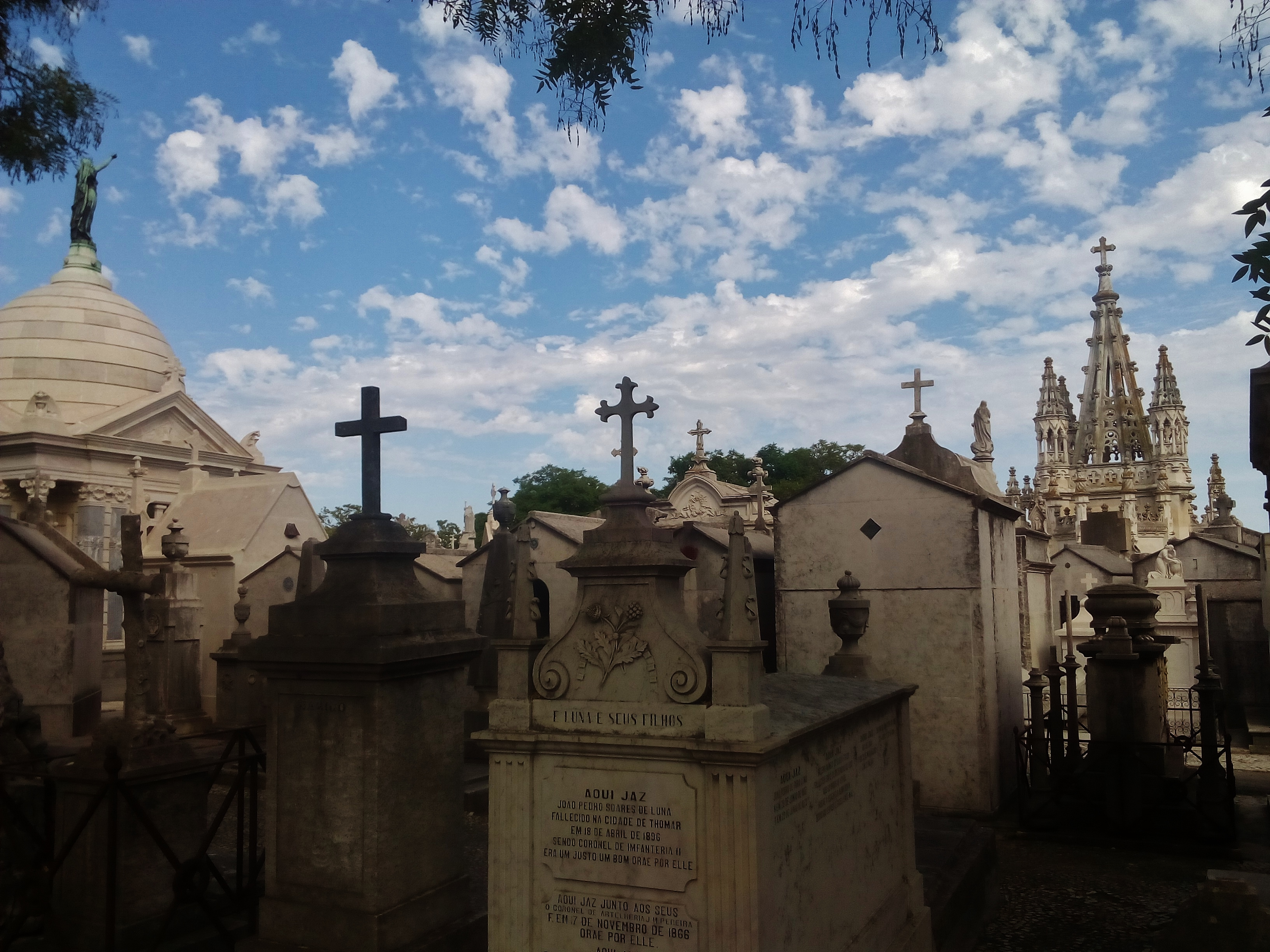
Arruamento do cemitério
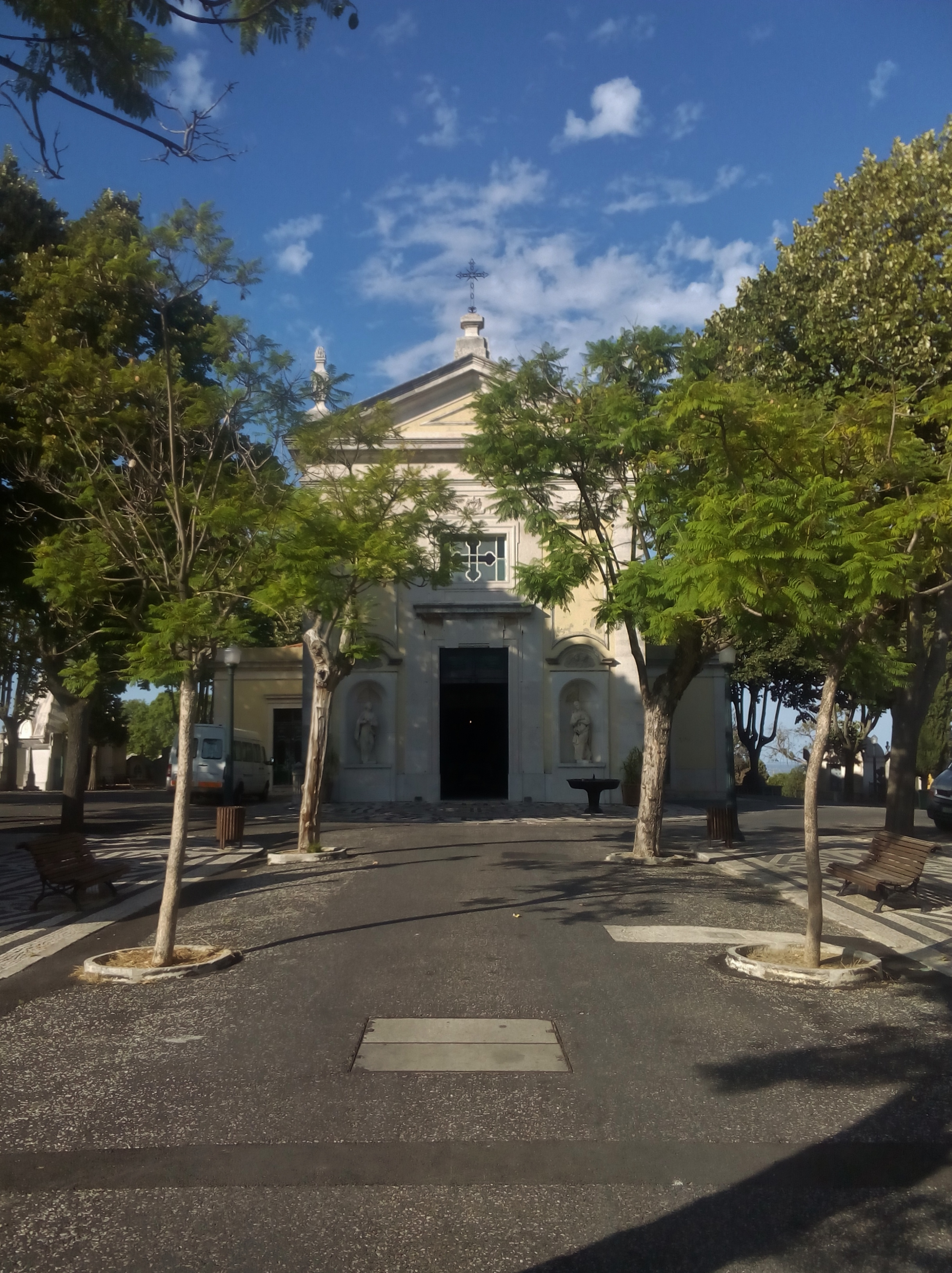
Capela do Cemitério do Alto de São João
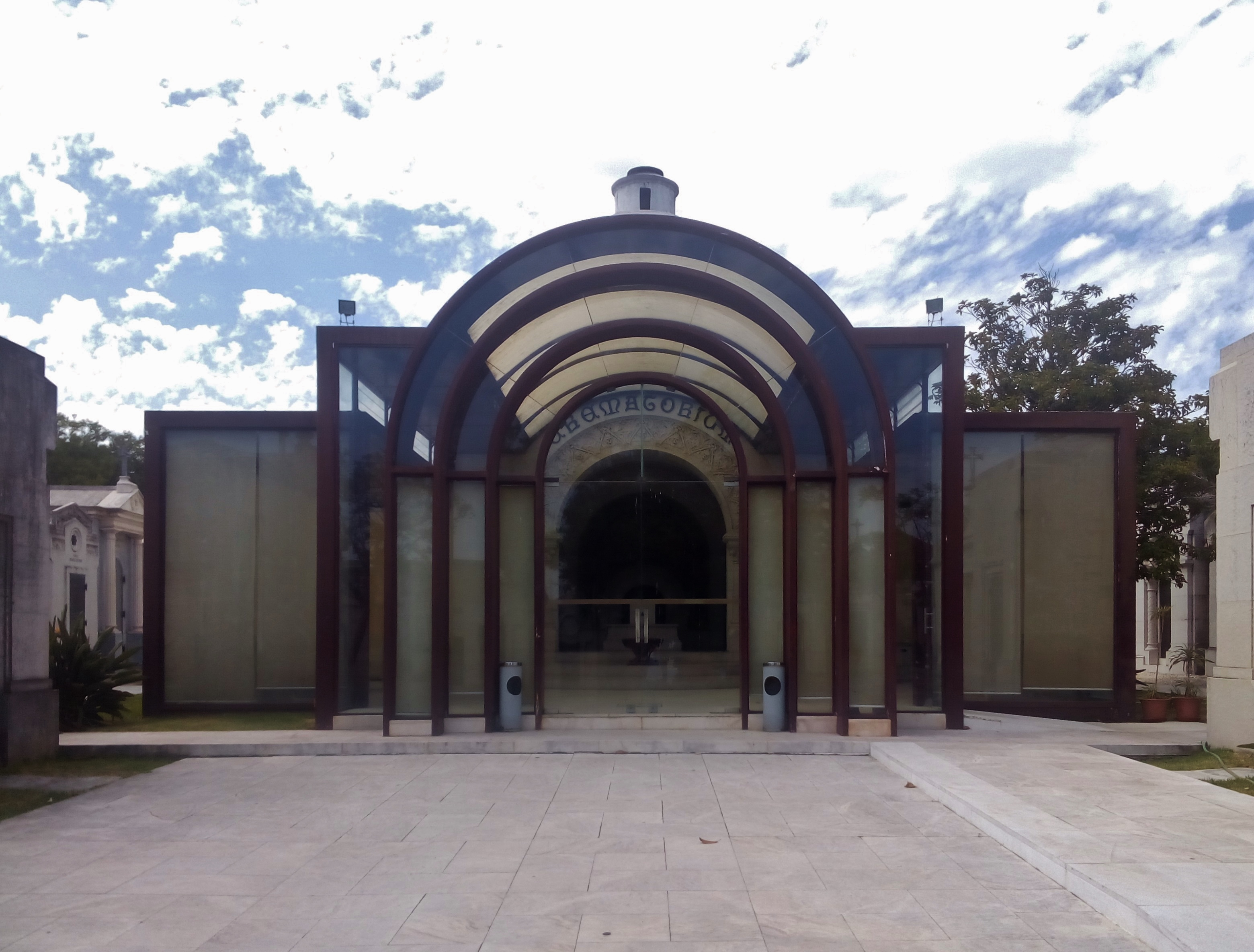
Crematório
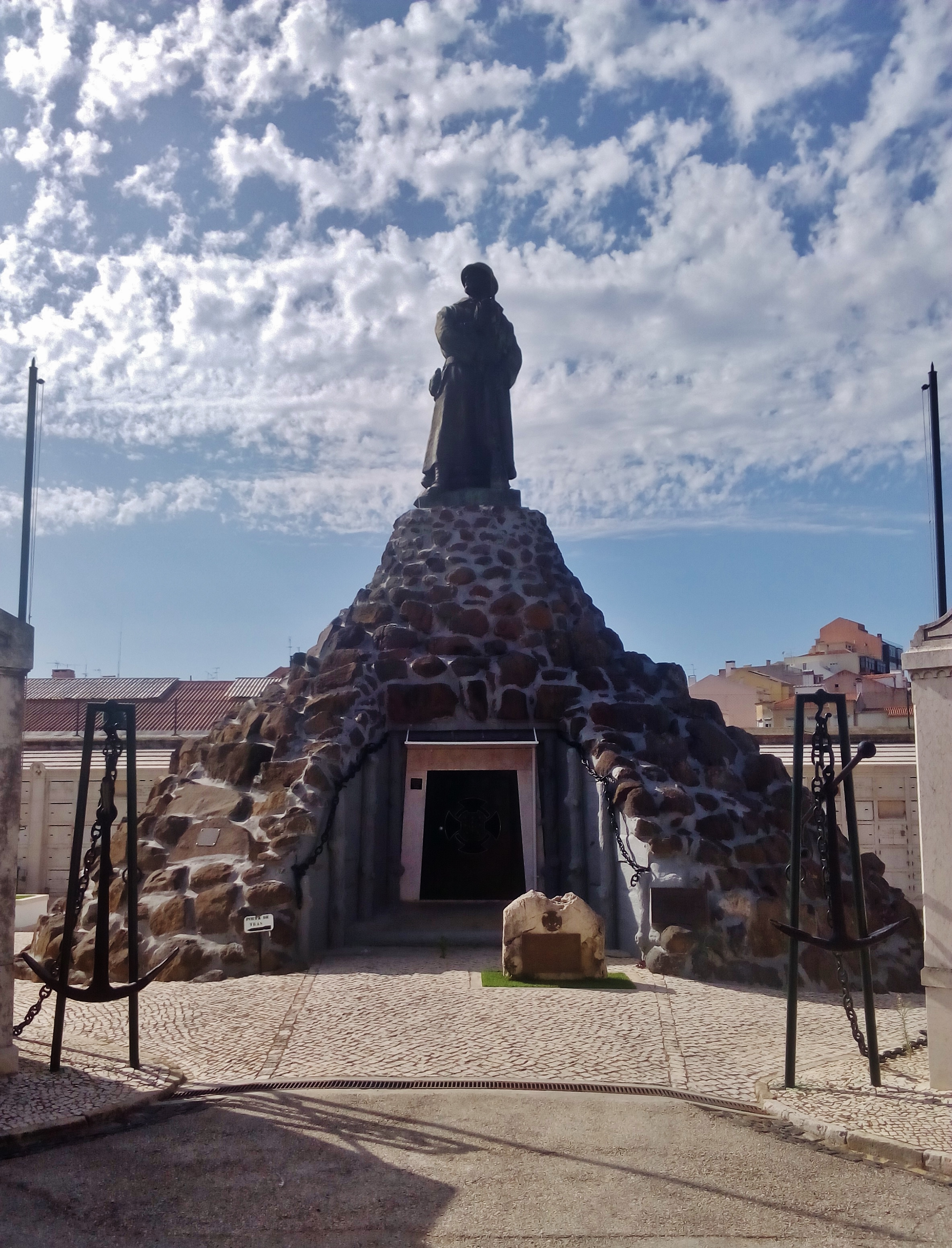
Cripta dos Combatentes da 1.ª Grande Guerra
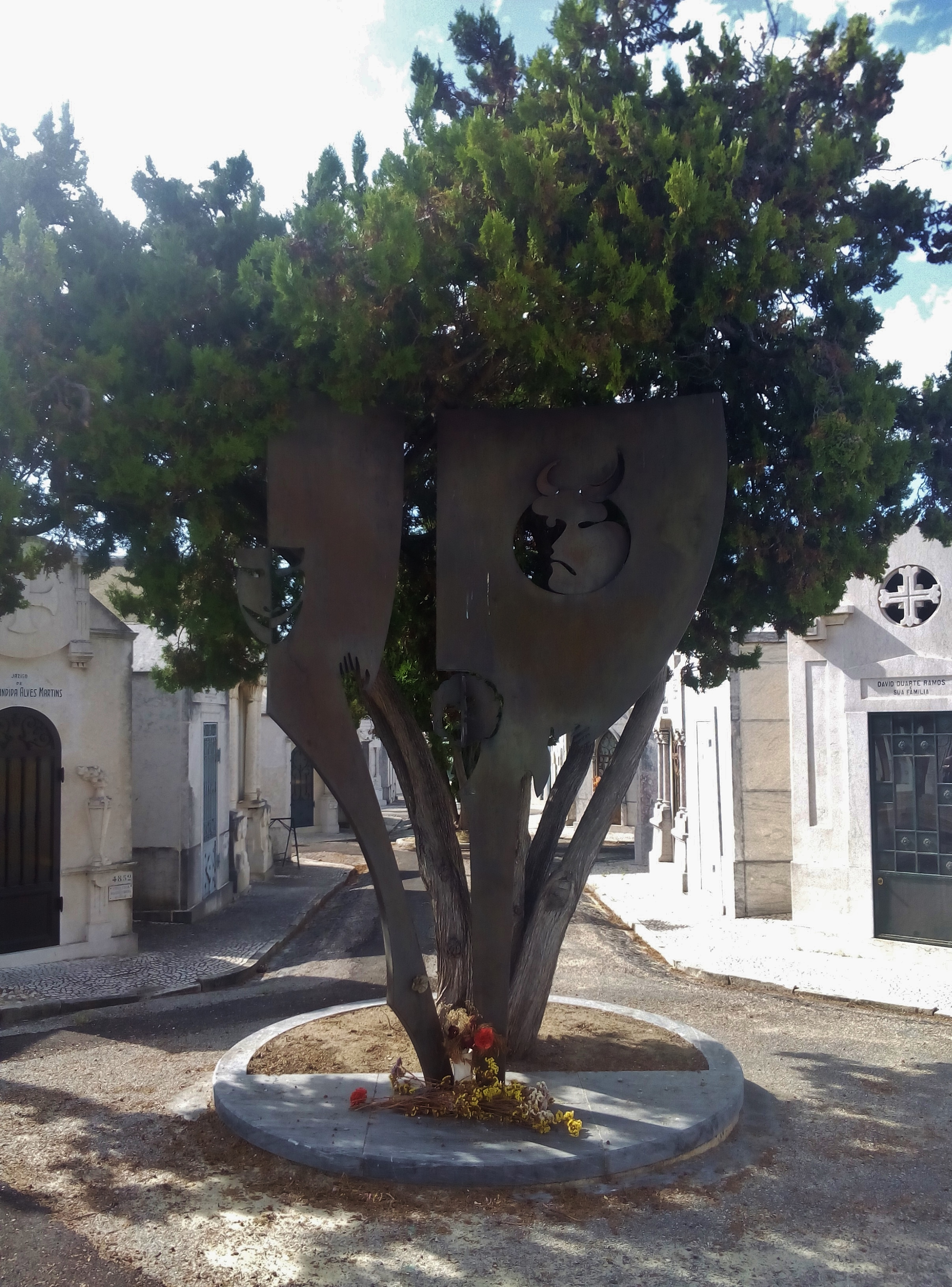
Jazigo da atriz Ivone Silva
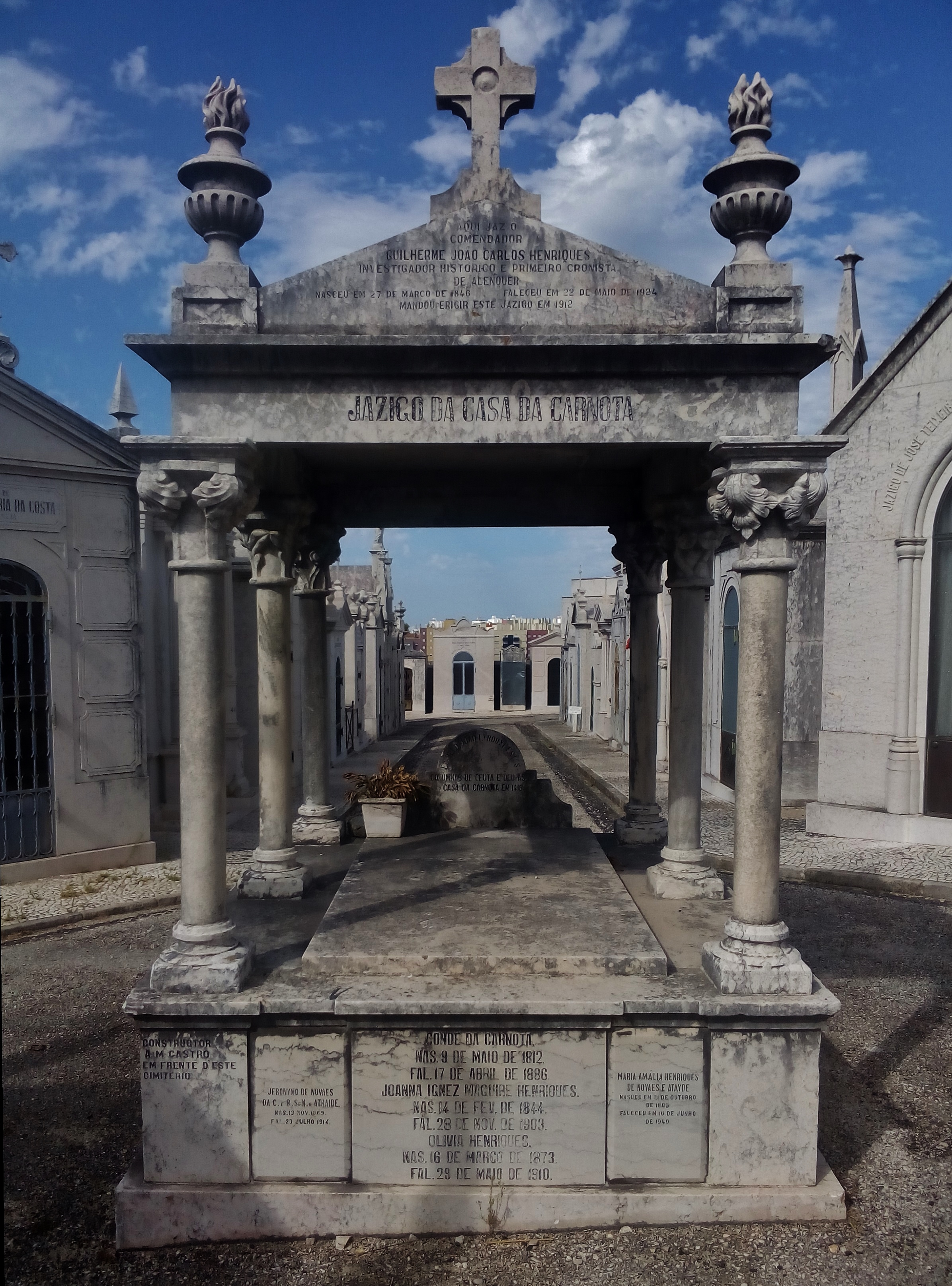
Jazigo de John Smith Athelstane
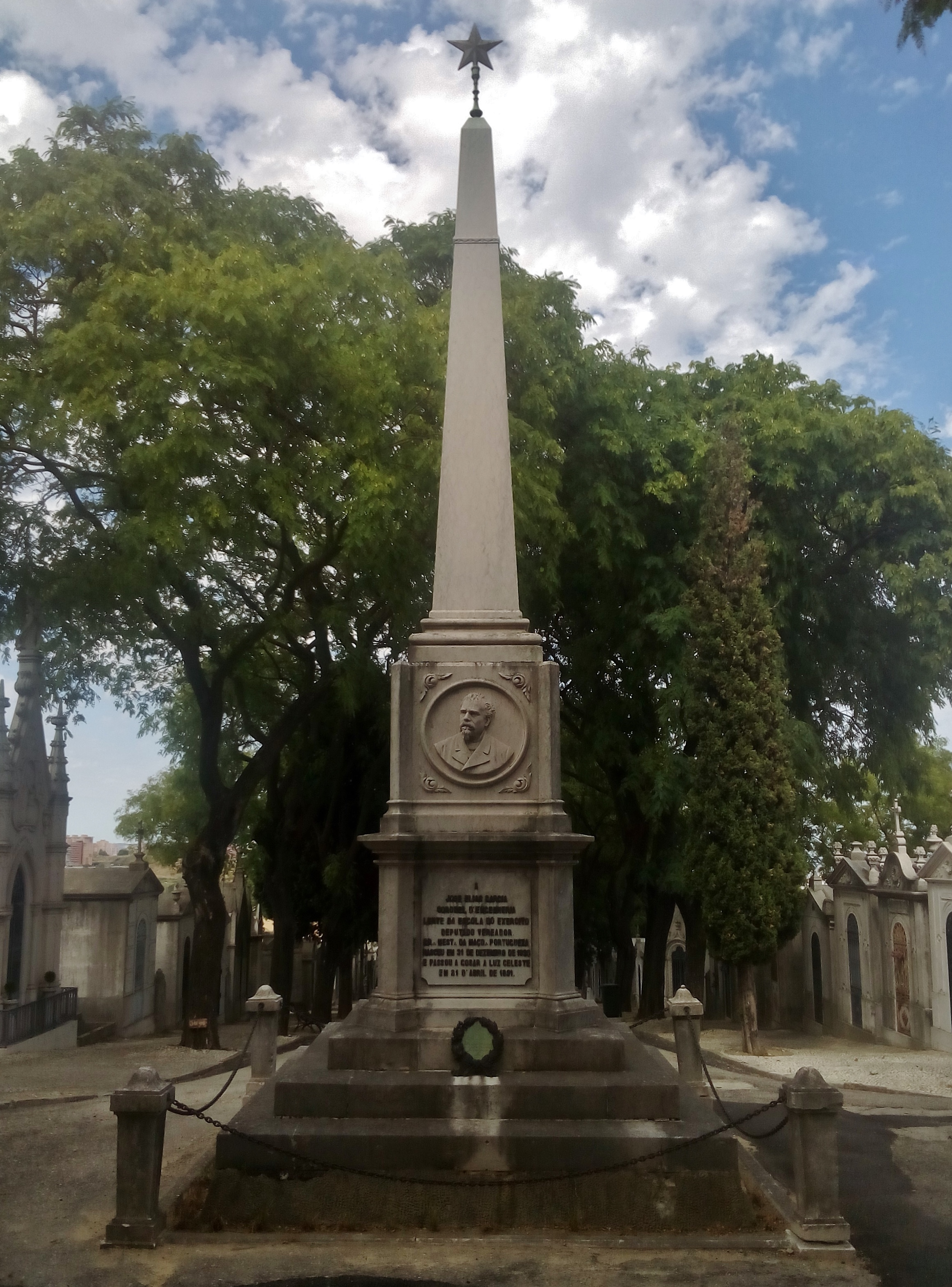
Jazigo de José Elias Garcia
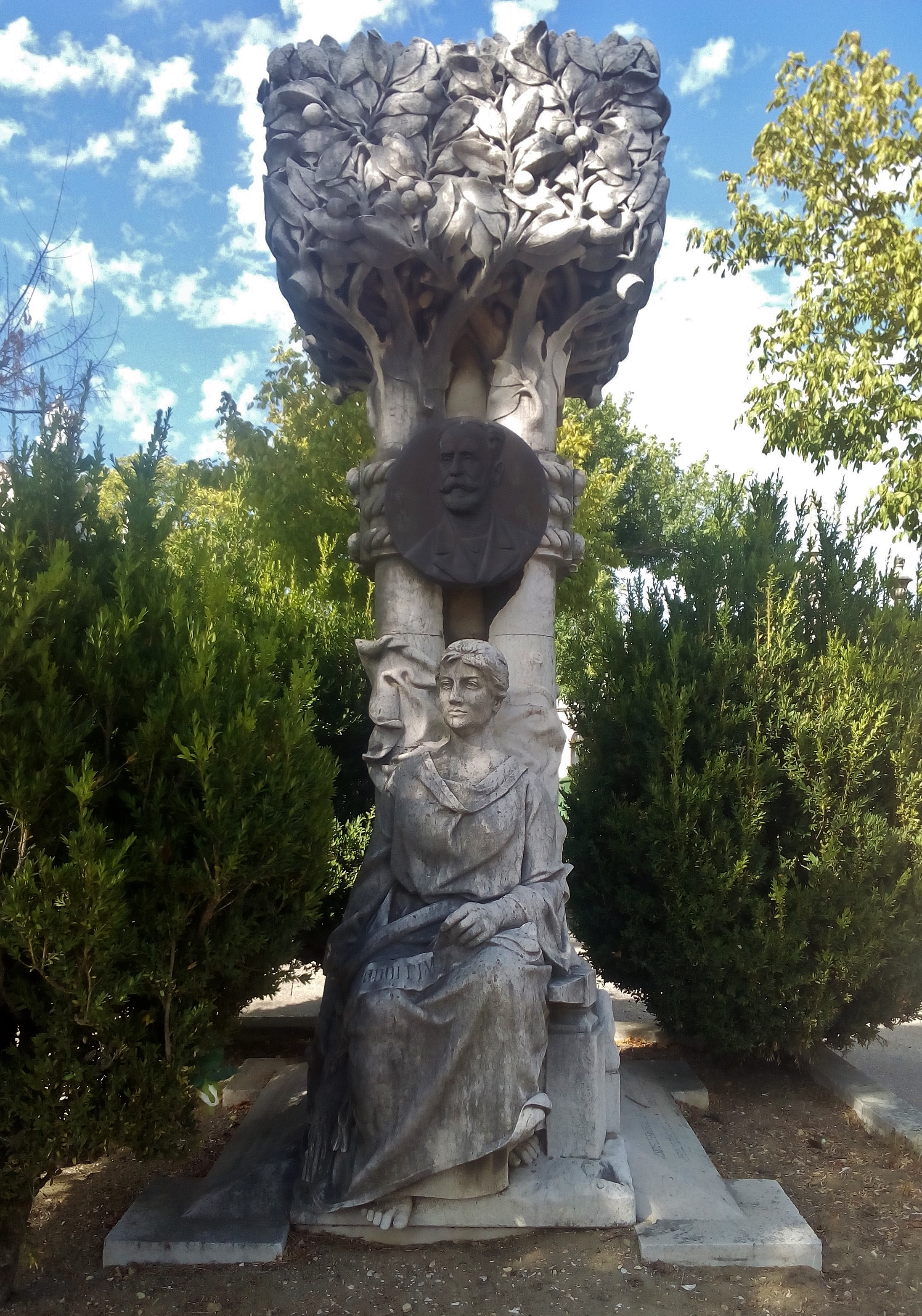
Jazigo de José Cipriano da Costa Godolfim
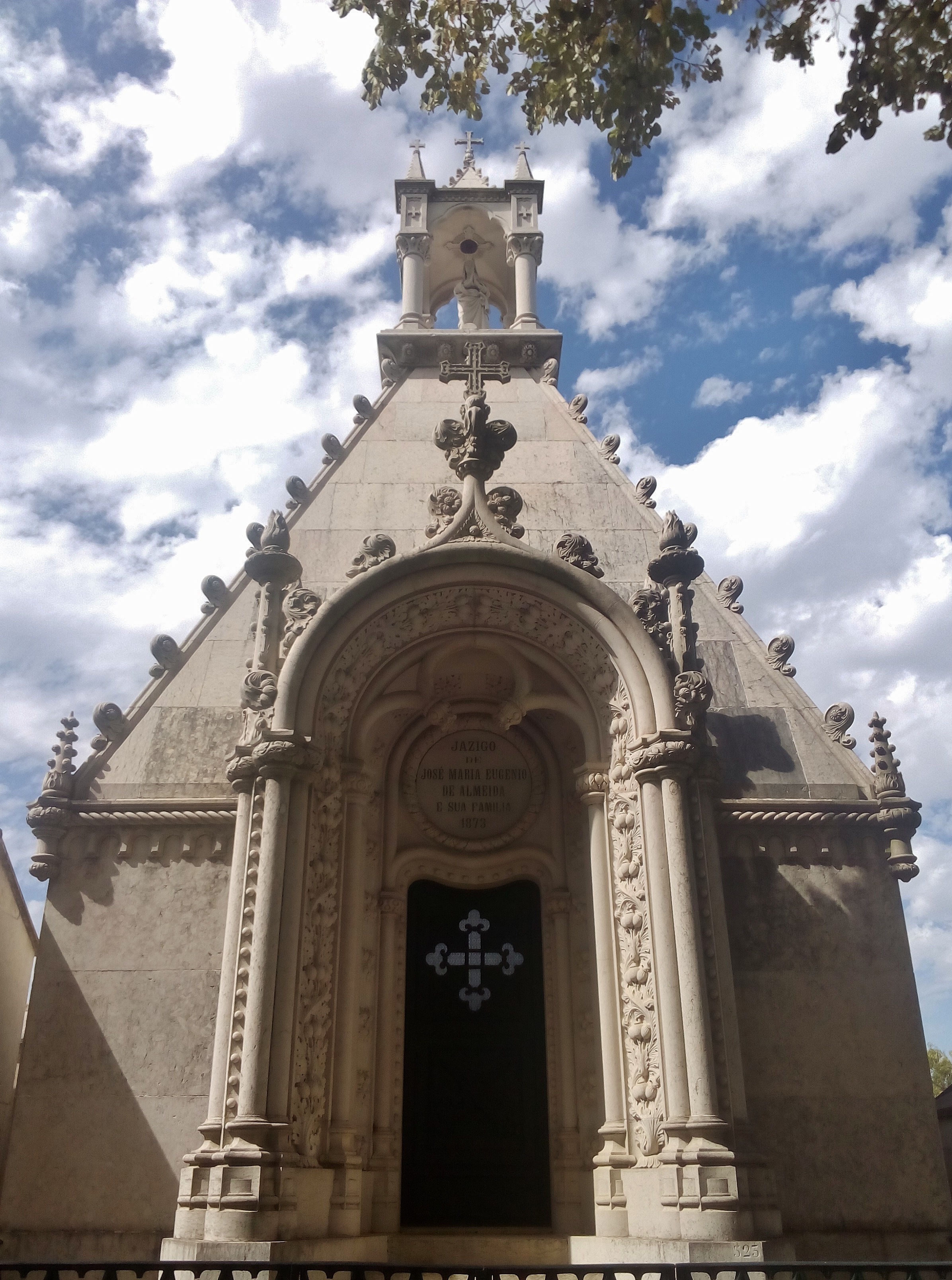
Jazigo de José Maria Eugénio de Almeida
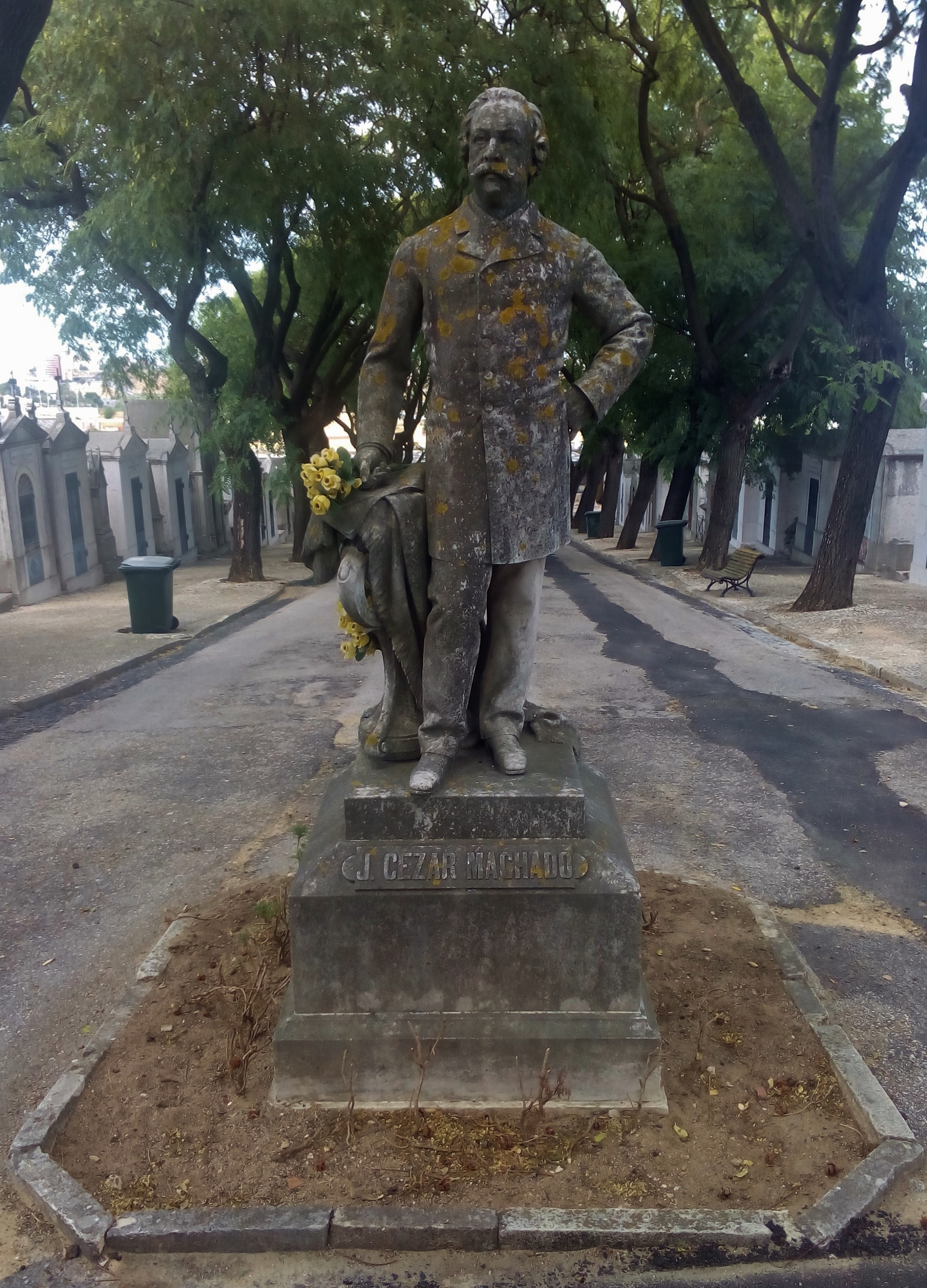
Jazigo de Júlio César Machado
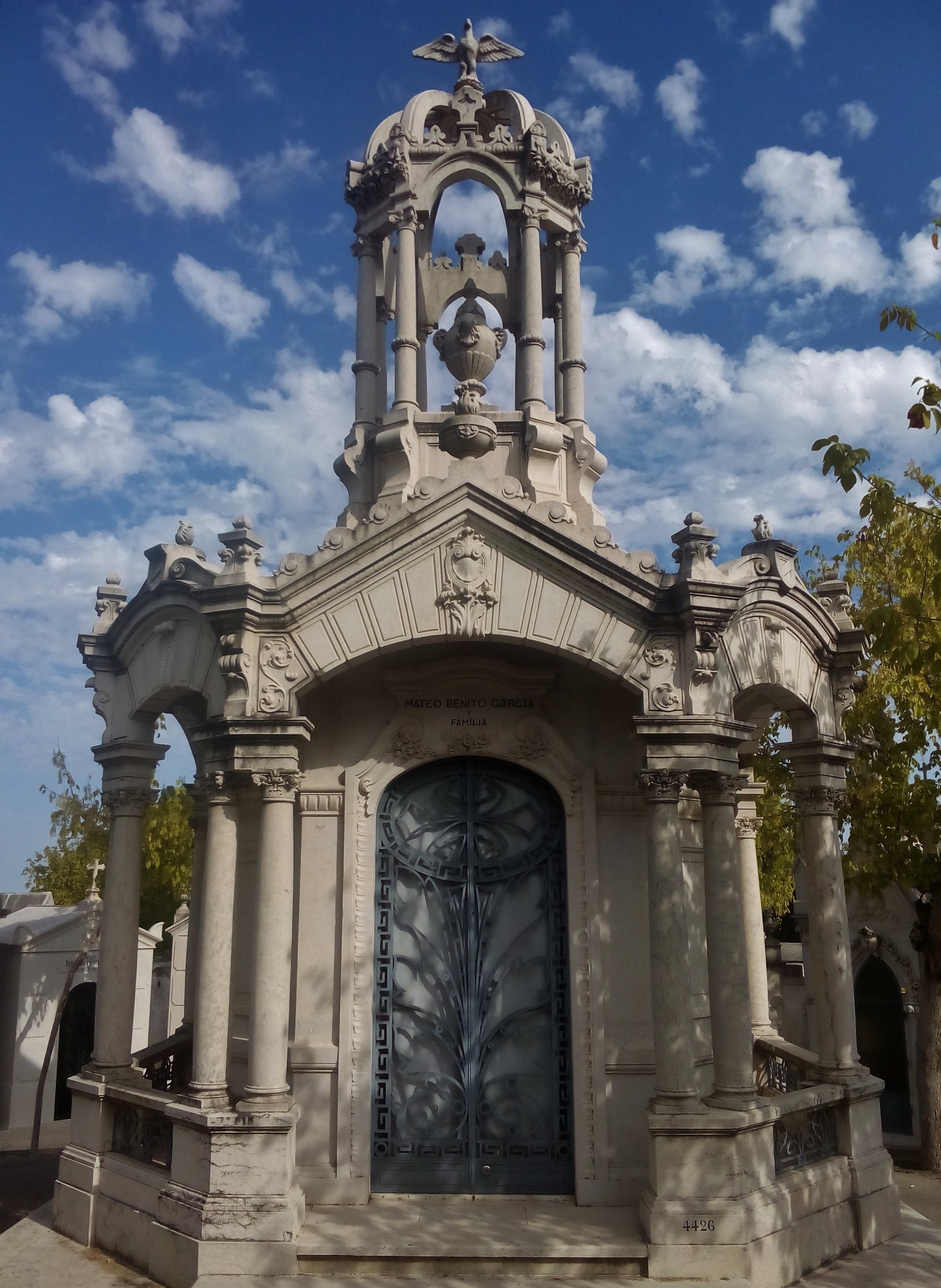
Jazigo de Mateo Benito Garcia
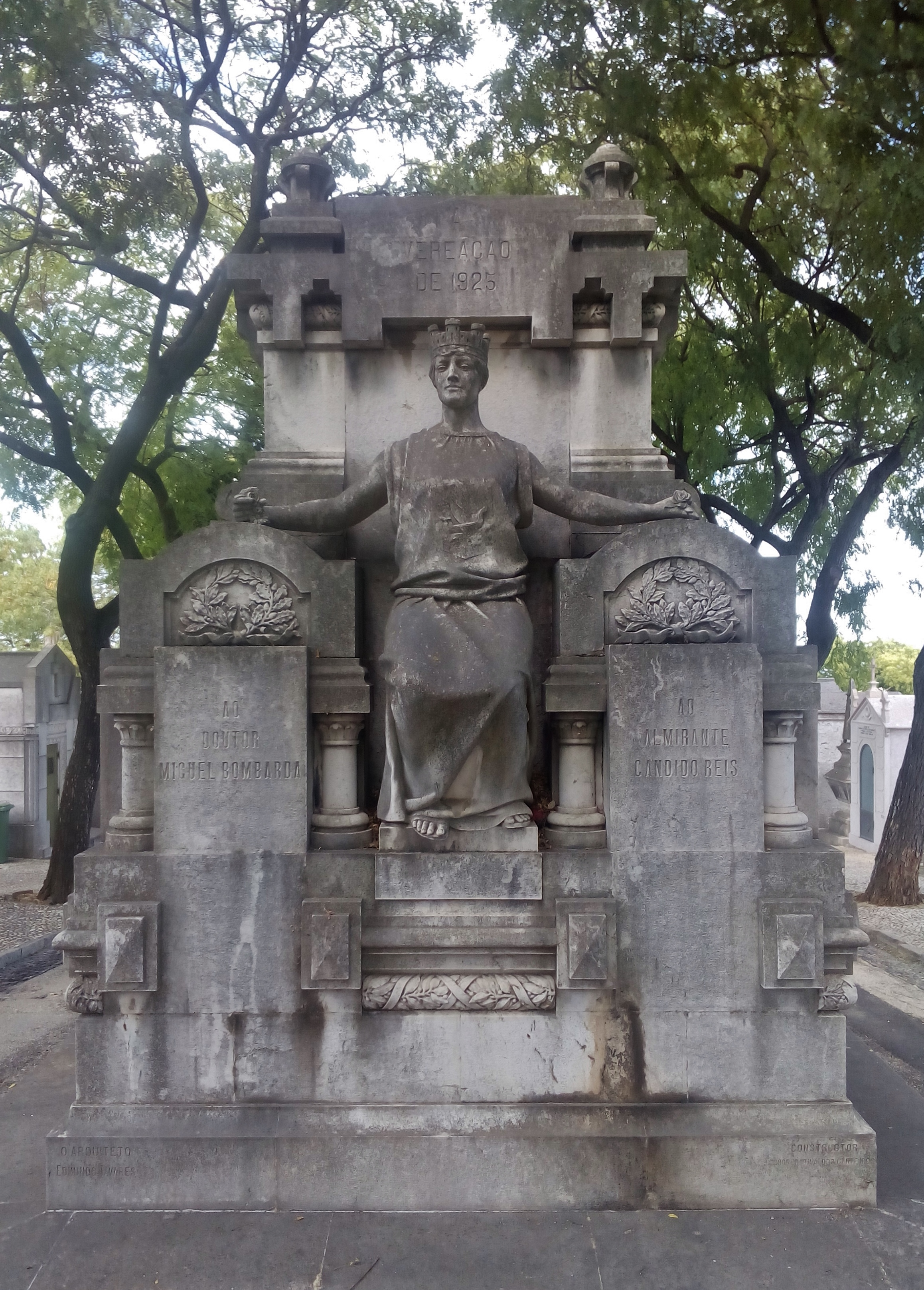
Jazigo de Miguel Bombarda e Cândido dos Reis
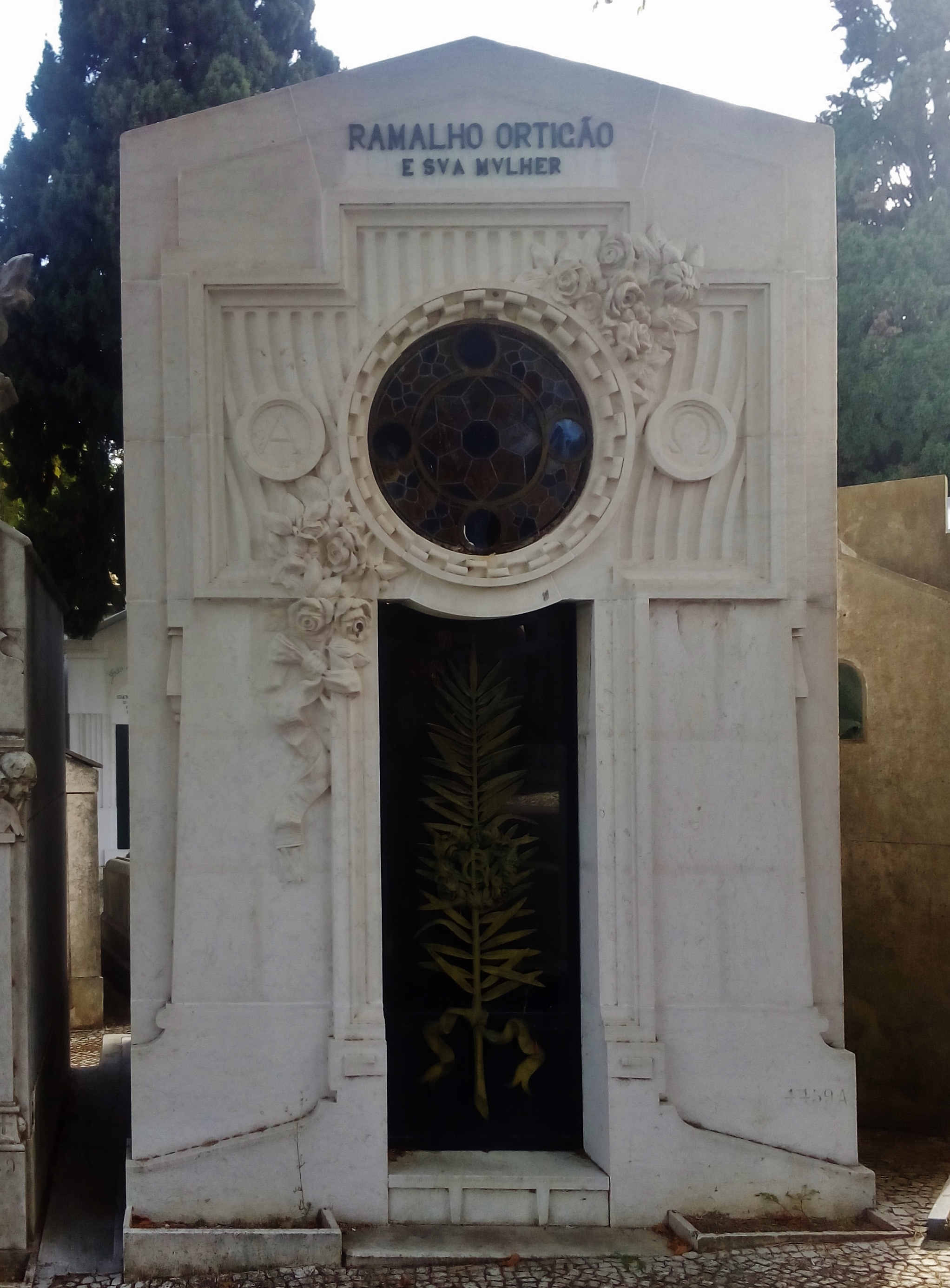
Jazigo de Ramalho Ortigão
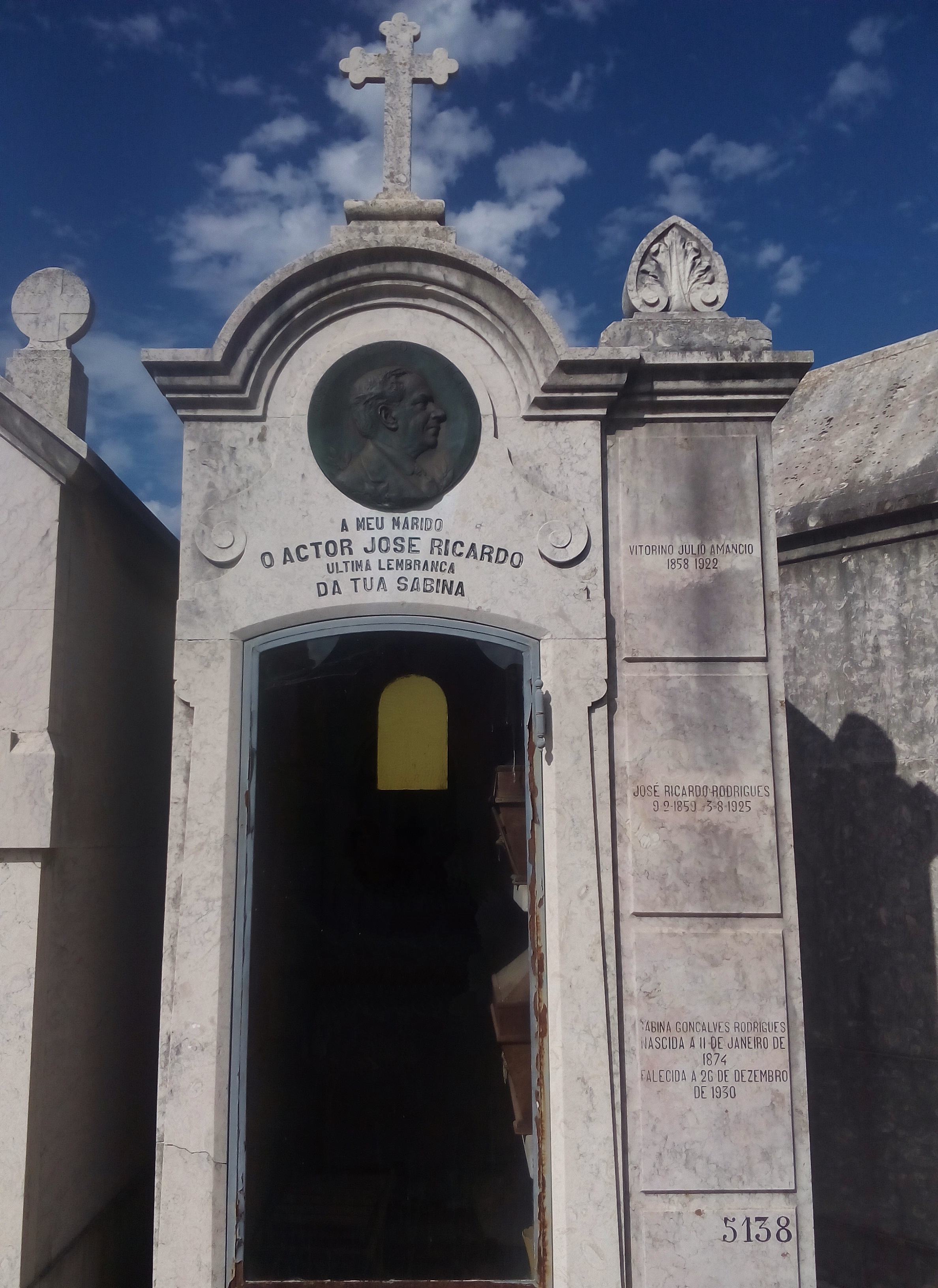
Jazigo do ator José Ricardo
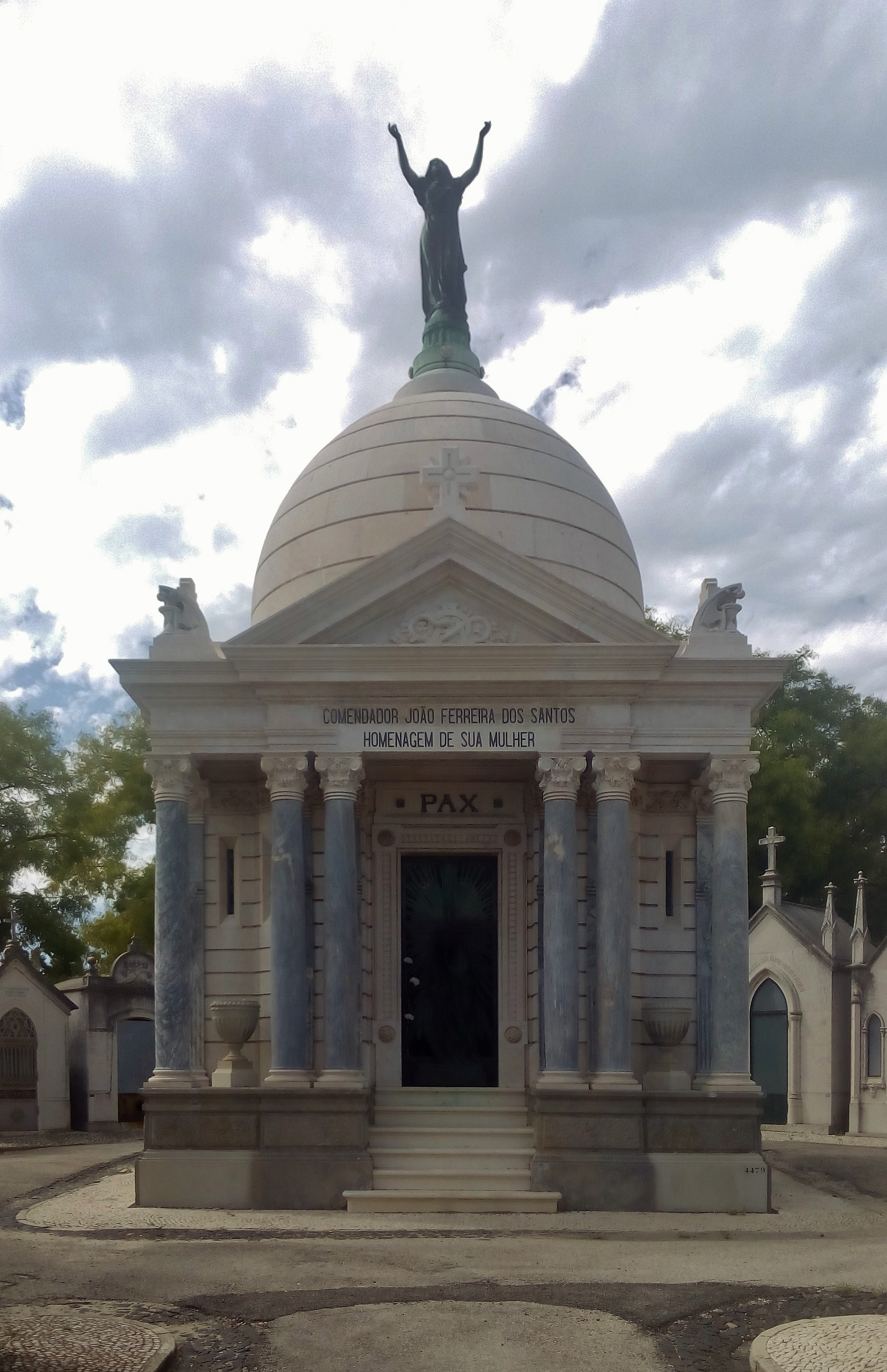
Jazigo do Comendador João Ferreira dos Santos
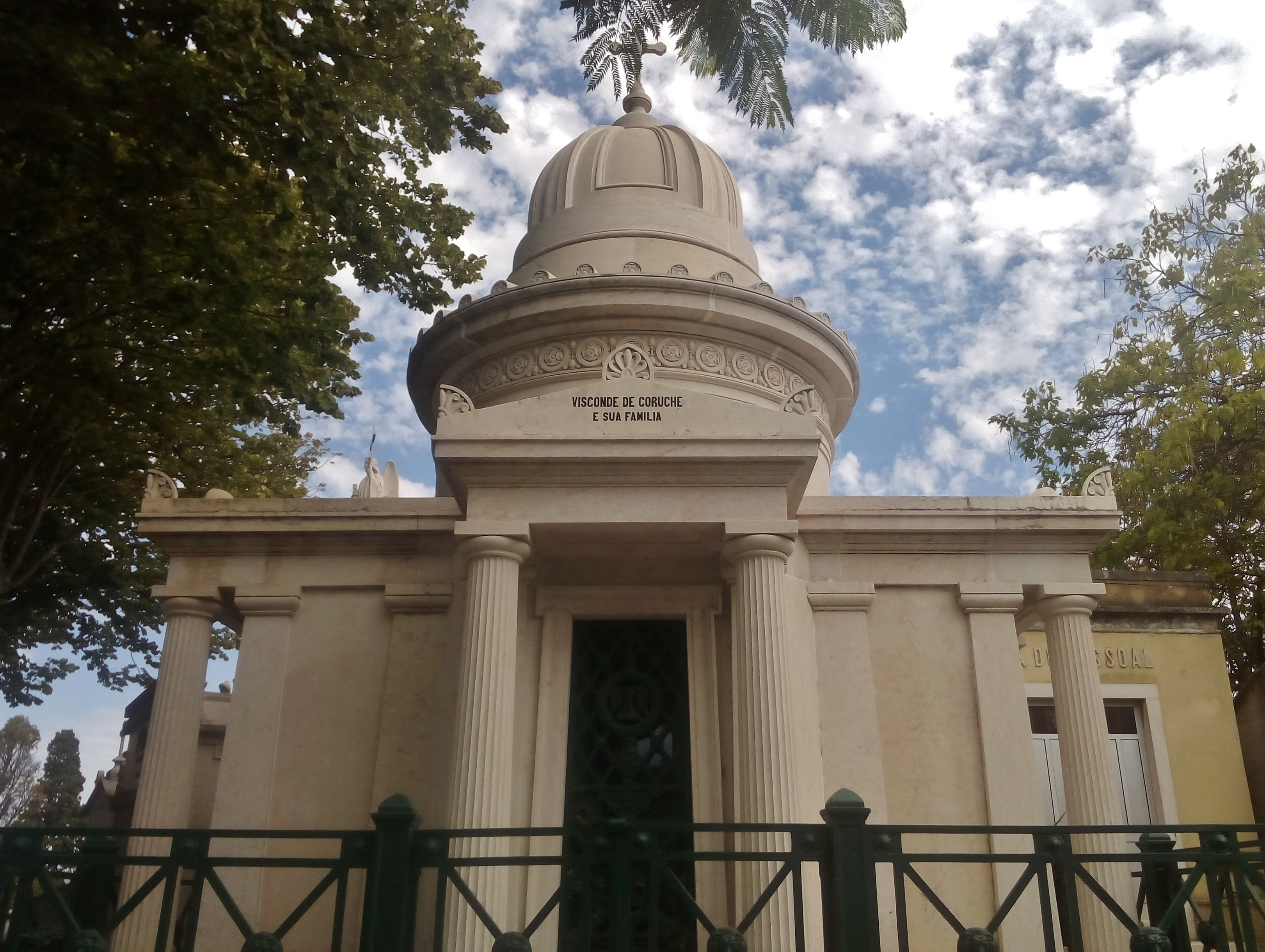
Jazigo dos Viscondes de Coruche
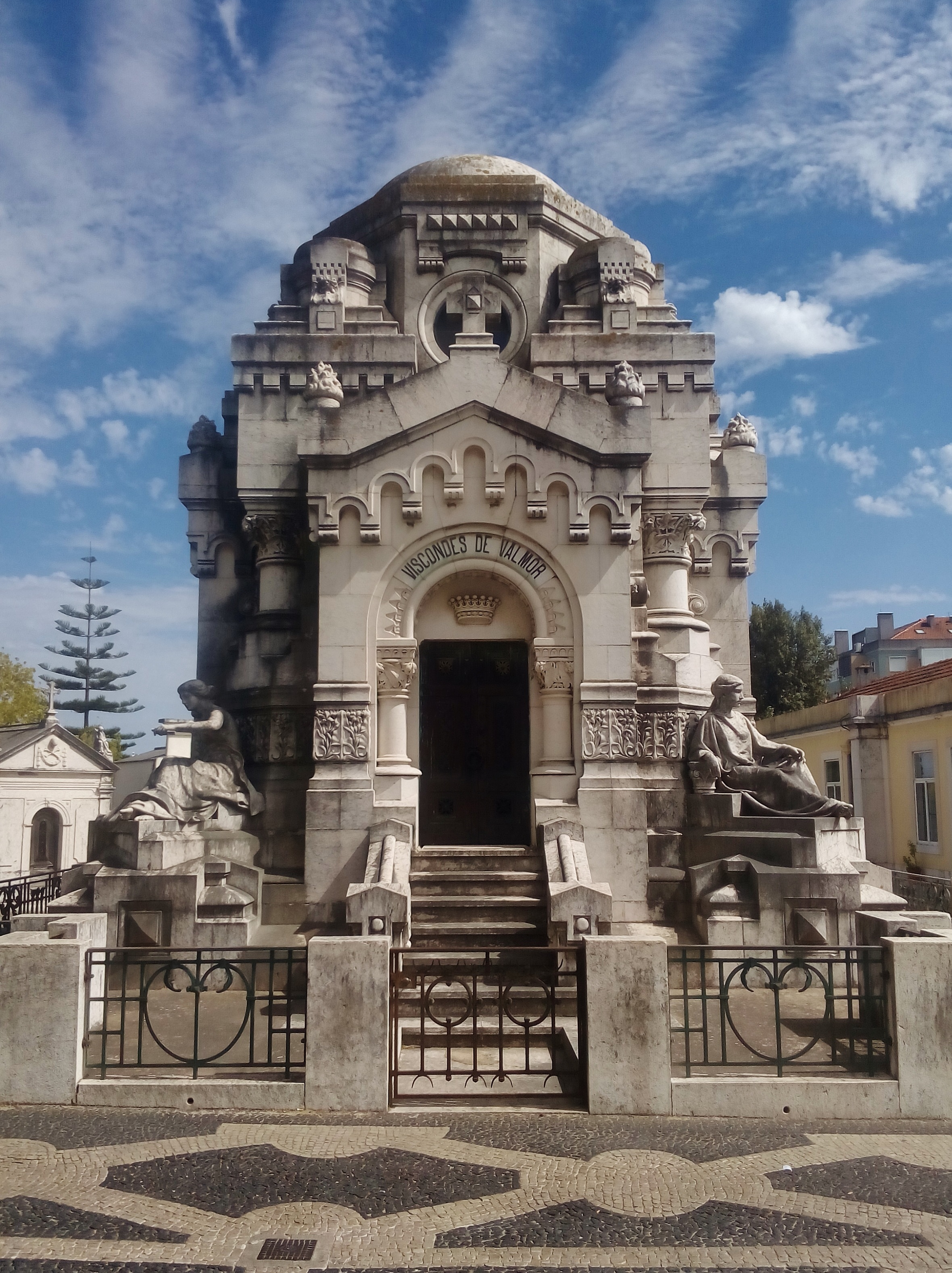
Jazigo dos Viscondes de Valmor
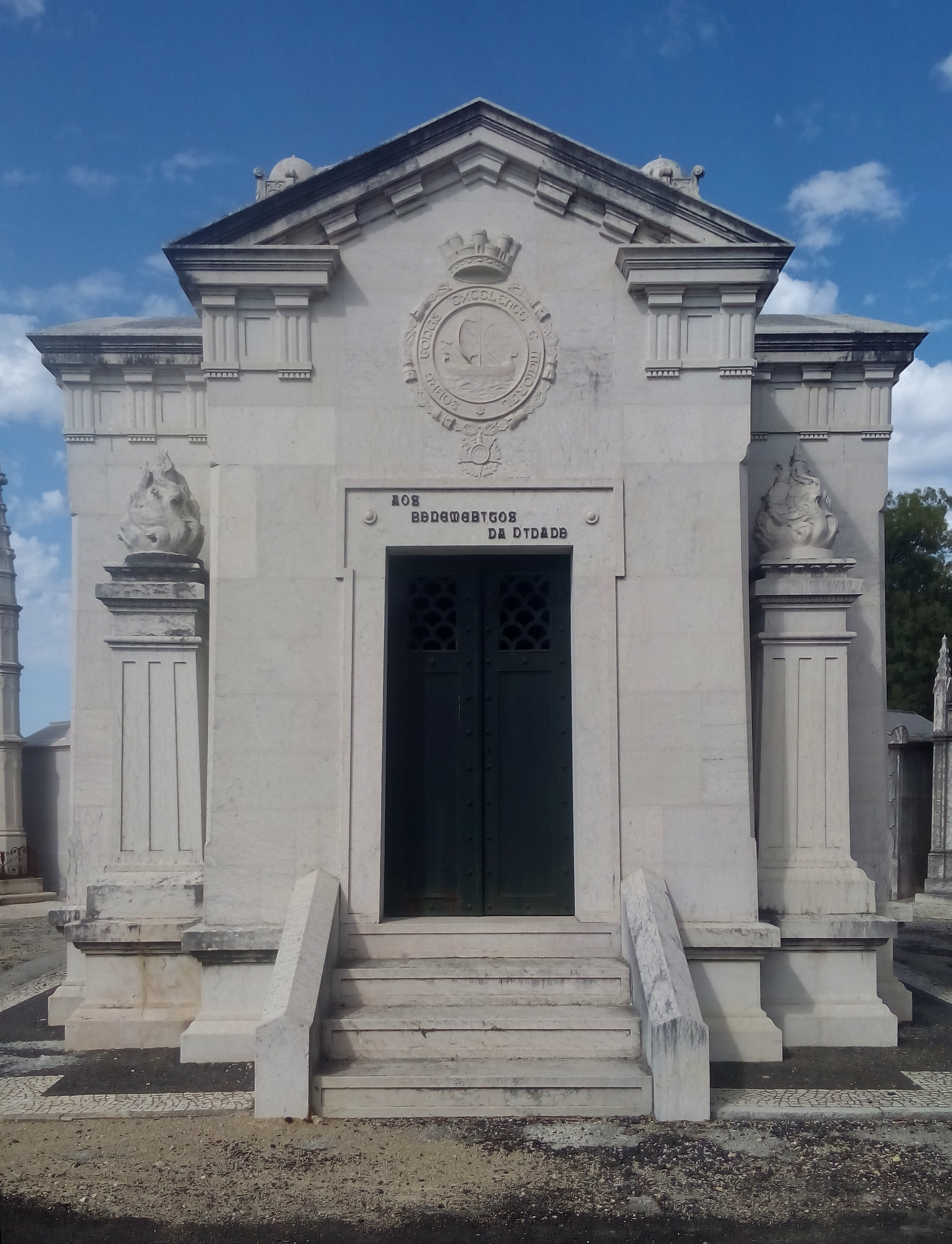
Mausoléu dos Beneméritos da Cidade
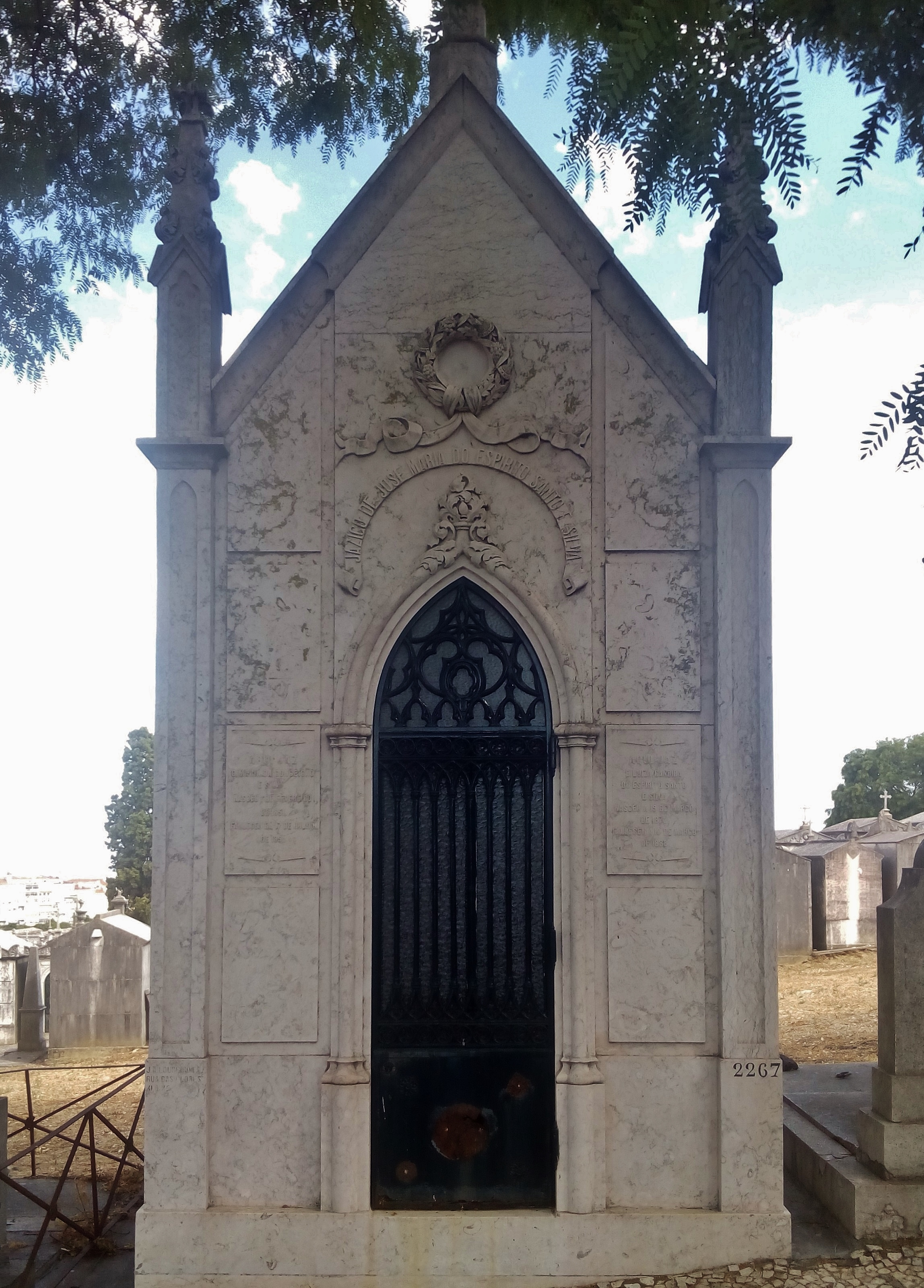
Jazigo de José Maria do Espírito Santo e Silva e sua mãe.